# Unia Pracy

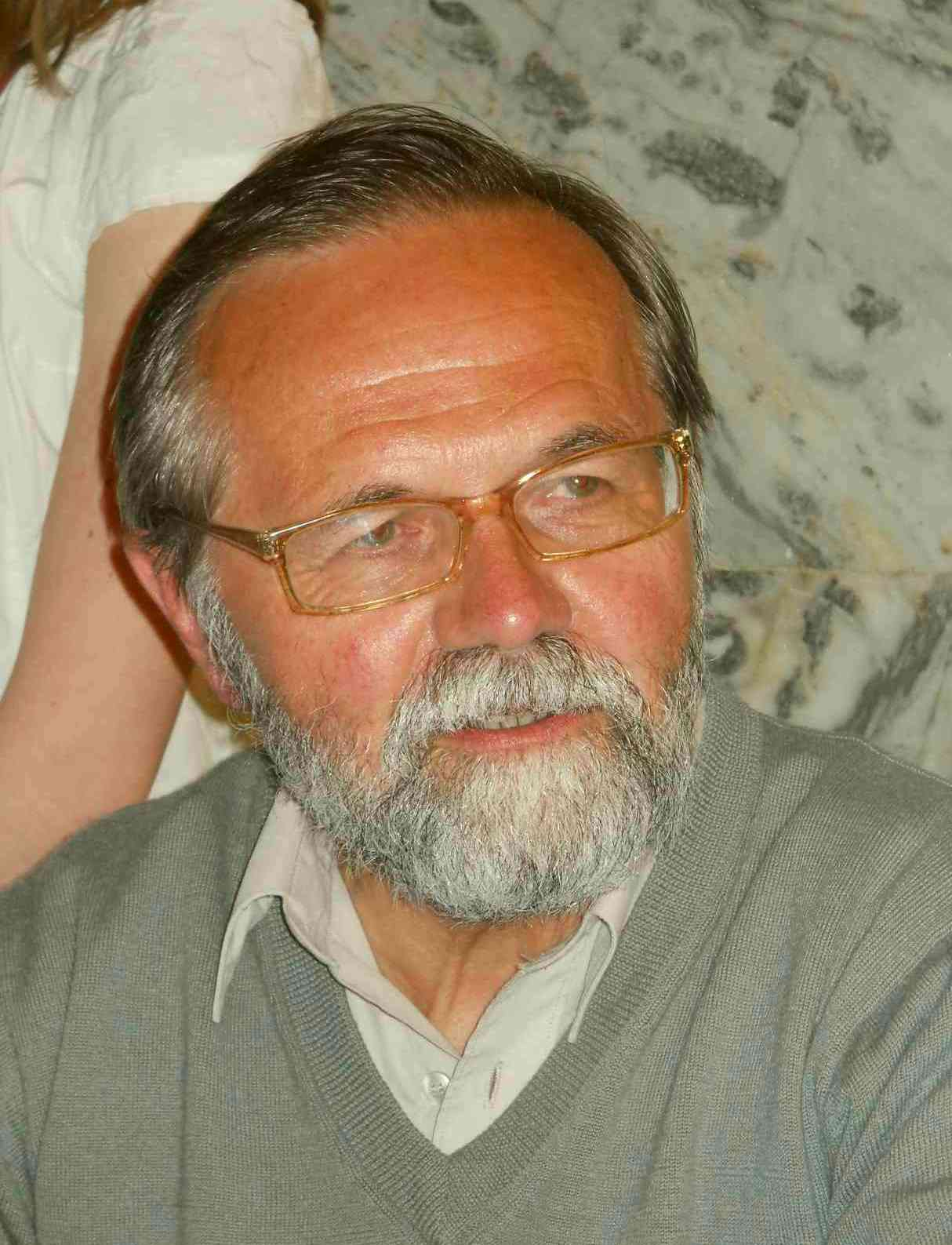
Pierwszy przewodniczący Unii Pracy, Ryszard Bugaj

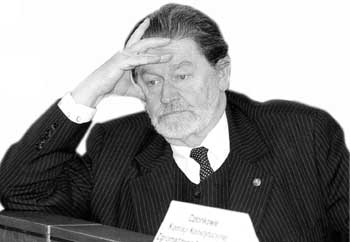
Przewodniczący Unii Pracy w latach 1997–1998, Aleksander Małachowski

Unia Pracy (UP) – polska partia polityczna o charakterze socjaldemokratycznym, powołana do życia 7 czerwca 1992 w wyniku fuzji kilku organizacji lewicowych. W latach 2001–2005 partia współtworząca rząd (do 2003 większościowy, koalicyjny z Sojuszem Lewicy Demokratycznej i Polskim Stronnictwem Ludowym; od 2003 mniejszościowy wraz SLD i od 2004 także z Socjaldemokracją Polską). W latach 2006–2008 część Lewicy i Demokratów, następnie do 2018 nadal sojusznik wyborczy SLD (w tym w 2015 jako część koalicji Zjednoczona Lewica). Wicepremierami z ramienia partii byli Marek Pol (2001–2004) i Izabela Jaruga-Nowacka (2004–2005). UP do 2022 należała do Partii Europejskich Socjalistów, do 2011 także do Międzynarodówki Socjalistycznej.

## Historia UP

### Początki
Inicjatywa powołania nowej lewicowej partii, której struktura szłaby w poprzek dawnego podziału na „Solidarność” i postkomunistów, zrodziła się już w Sejmie X kadencji. Jednak dopiero po klęsce małych ugrupowań lewicowych niezależnych od SLD w wyborach w 1991, prace nad stworzeniem nowej formacji nabrały przyspieszenia.
Na powstałą w czerwcu 1992 Unię Pracy złożyły się przede wszystkim trzy formacje obecne w ówczesnym Sejmie: stowarzyszenie Solidarność Pracy (z Ryszardem Bugajem i Aleksandrem Małachowskim), partia Ruch Demokratyczno-Społeczny (Zbigniewa Bujaka) i środowisko nieistniejącej już wówczas partii Polska Unia Socjaldemokratyczna (częściowo skupione w powstałej na jej miejsce partii Wielkopolska Unia Socjaldemokratyczna, której przewodniczącą była Wiesława Ziółkowska). Dwie pierwsze organizacje wywodziły się z dawnej „Solidarności”, ostatnia z reformatorskiego skrzydła PZPR (skupionego wokół Tadeusza Fiszbacha; jego przedstawicielką w Sejmie I kadencji była Wiesława Ziółkowska). Od początku istnienia UP przyjęła zapisaną w statucie zasadę, że członkiem partii nie może być osoba czynnie zaangażowana w zwalczanie opozycji demokratycznej w okresie PRL. Przed pierwszym kongresem Unią Pracy kierowali wspólnie Ryszard Bugaj, Zbigniew Bujak i Wiesława Ziółkowska. Na pierwszego przewodniczącego UP został wybrany w styczniu 1993 Ryszard Bugaj.
Jeszcze w 1992 powstało koło poselskie Unii Pracy, liczące 6 posłów (4 parlamentarzystów SP, Zbigniewa Bujaka z RDS i Wiesławę Ziółkowską z PUS).

### Wybory w 1993 i Sejm II kadencji oraz Senat III kadencji
Unia Pracy była tzw. „czarnym koniem” wyborów parlamentarnych w 1993. O ile wysokie poparcie dla postpeerelowskich SLD i PSL nie wzbudziło większego zdumienia (poza rozmiarem przewagi nad partiami solidarnościowymi powstałej na skutek działania ordynacji z maja 1993), to sukces istniejącej ledwie rok partii odnotowano z zaskoczeniem.
Unia Pracy uzyskała 19 września 1993 7,28% głosów, przekraczając z naddatkiem progi konieczne do znalezienia się w Sejmie i otrzymania mandatów z listy krajowej. W parlamencie zasiadło 41 jej posłów (co dawało czwarty co do wielkości klub w Sejmie) i 3 senatorów (byli nimi Zdzisława Janowska z Łodzi, Marek Minda z Łomży oraz startująca jako kandydatka niezależna Elżbieta Solska z Zielonej Góry).
W prezydium reprezentował Unię Pracy Aleksander Małachowski, wicemarszałek Sejmu II kadencji (także marszałek senior I i II kadencji). Jej przedstawiciele kierowali pracami ważnych komisji sejmowych, m.in. spraw wewnętrznych i administracji (Zbigniew Bujak).
UP uczestniczyła w rozmowach koalicyjnych z SLD i PSL, ostatecznie jednak nie weszła do rządu ze względu na różnice w podejściu do prywatyzacji i innych kwestii gospodarczych. Do rządu wszedł jedynie Marek Pol, który jednak musiał z tego powodu zawiesić swoje członkostwo w partii, a w rządzie reprezentował PSL.
Po udzieleniu w pierwszych miesiącach kredytu zaufania nowemu rządowi Unia Pracy stała się ostrym recenzentem poczynań koalicji SLD-PSL, zarówno jeśli chodzi o politykę gospodarczą (mającą, według UP, niewiele wspólnego z prawdziwie rozumianą lewicowością), jak i stosunek do funkcjonowania państwa (UP razem z Unią Wolności krytykowała jego zawłaszczanie przez przedstawicieli SLD i PSL, np. w mediach).
W Sejmie II kadencji UP zasłynęła jako partia najbardziej dbająca o liberalizację polityki obyczajowej w Polsce. Posłowie Unii głosowali przeciwko przyjęciu konkordatu przed uchwaleniem konstytucji, domagali się zdecydowanego rozdziału Kościoła od państwa, a także tolerancji wobec wyznań mniejszościowych (m.in. prawosławnych).
Posłowie UP w całości (poza Aleksandrem Małachowskim) głosowali za liberalizacją prawa aborcyjnego w 1994 i 1996. Krytykowali orzeczenie Trybunału o niekonstytucyjności uchwalonej w 1996 ustawy. Sprzeciwili się jednak poddaniu kwestii przerywania ciąży pod referendum w 1997, obawiając się zbytniej polaryzacji społeczeństwa na linii SLD-AWS.
W wyborach prezydenckich w 1995 UP wystawiła kandydaturę Rzecznika Praw Obywatelskich Tadeusza Zielińskiego, który dostał 3,53% głosów i nie wszedł do drugiej tury. W II turze UP nie udzieliła poparcia żadnemu z kandydatów, choć pojedyncze osoby (np. Stanisław Wiśniewski, Wojciech Lamentowicz) opowiedziały się za Aleksandrem Kwaśniewskim.
Unia Pracy wraz z SLD, PSL i UW uczestniczyła w koalicji konstytucyjnej, 2 kwietnia 1997 jej posłowie głosowali w całości za przyjęciem konstytucji. UP w trakcie prac nad jej pisaniem domagała się osłabienia roli prezydenta (m.in. jego weta) na rzecz rządu i parlamentu, zapisania w niej gwarancji socjalnych oraz rozdziału Kościoła od państwa i jego neutralności światopoglądowej).
UP sprzeciwiała się odniesieniom wobec Boga w konstytucji świeckiego państwa, ostatecznie jednak zaakceptowała projekt preambuły zaproponowany przez Tadeusza Mazowieckiego.

### Wybory w 1997 i opozycja pozaparlamentarna
W wyborach parlamentarnych Unia Pracy wystartowała samodzielnie pod hasłem „Zasługujesz na więcej” (lokalnie, np. w Białymstoku, z organizacjami mniejszościowymi), mimo niezbyt korzystnych sondaży, liczono jednak na przekroczenie progu 5%.
Ostatecznie UP nie weszła do Sejmu, uzyskując jedynie 4,74% głosów w skali całego kraju, nie zdobyła też ani jednego mandatu w Senacie. Przyczyn wyborczej porażki dopatrywano w zbyt silnej polaryzacji AWS-SLD, w której zabrakło miejsca dla formacji wznoszącej się ponad dawny podział PZPR-„Solidarność”.
W wyniku przegranych wyborów do dymisji podał się prezes Ryszard Bugaj. Zastąpił go tymczasowo Aleksander Małachowski, a od lutego 1998 funkcję szefa partii sprawował Marek Pol. Obranie przez UP pod przewodnictwem Marka Pola nowego kursu politycznego (dryfowanie w stronę SLD i PSL) zraziło do partii jej niektórych członków wywodzących się z „Solidarności”. Zbigniew Bujak i Artur Smółko odeszli z partii, wstępując do Unii Wolności, a Ryszard Bugaj po odejściu z UP wycofał się z czynnej działalności partyjnej.
Wobec powstania rządu Jerzego Buzka Unia Pracy zajęła stanowisko krytyczne, sprzeciwiano się zbyt daleko idącym reformom gospodarczym pod kierownictwem Leszka Balcerowicza, bardzo sceptycznie odniosła się też do programu czterech wielkich reform, w tym administracyjnej (partia już w Sejmie II kadencji była przeciwna powstaniu powiatów i dużych województw). Krytykowano przywrócenie ustawy aborcyjnej z 1993 i przyjęcie przez Sejm konkordatu w styczniu 1998.
W wyborach samorządowych w 1998 Unia Pracy wystartowała wspólnie z PSL i Krajową Partią Emerytów i Rencistów jako Przymierze Społeczne, uzyskując mandaty w ramach tego ugrupowania w kilku województwach. Wobec nawiązania współpracy z PSL część sympatyków UP zrezygnowała ze startu z list Unii, np. Wanda Nowicka została radną SLD z rekomendacji PPS w sejmiku wojewódzkim. Na szczeblu powiatowym, gminnym i miejskim zdarzały się jednak i inne koalicje: z SLD, lokalnymi ugrupowaniami, a nawet z AWS i UW.
W 2000 w wyniku wewnątrzpartyjnego referendum partia zrezygnowała z wystawienia własnego kandydata w wyborach prezydenckich i wsparła Aleksandra Kwaśniewskiego. Dało to impuls do nawiązania bliższej współpracy politycznej z SLD, której owocem stała się podpisana w kwietniu umowa z Leszkiem Millerem. Według niej przedstawiciele UP mieli zająć łącznie 10% miejsc mandatowych na listach koalicji (zgodnie z ówczesnymi proporcjami w sondażach: 45% dla SLD i 5–6% dla UP, a nie wynikami wyborów z 1997). Do koalicji SLD-UP przystąpiły także KPEiR, Stronnictwo Demokratyczne i Partia Ludowo-Demokratyczna.

### Wybory w 2001 i Sejm IV kadencji oraz Senat V kadencji

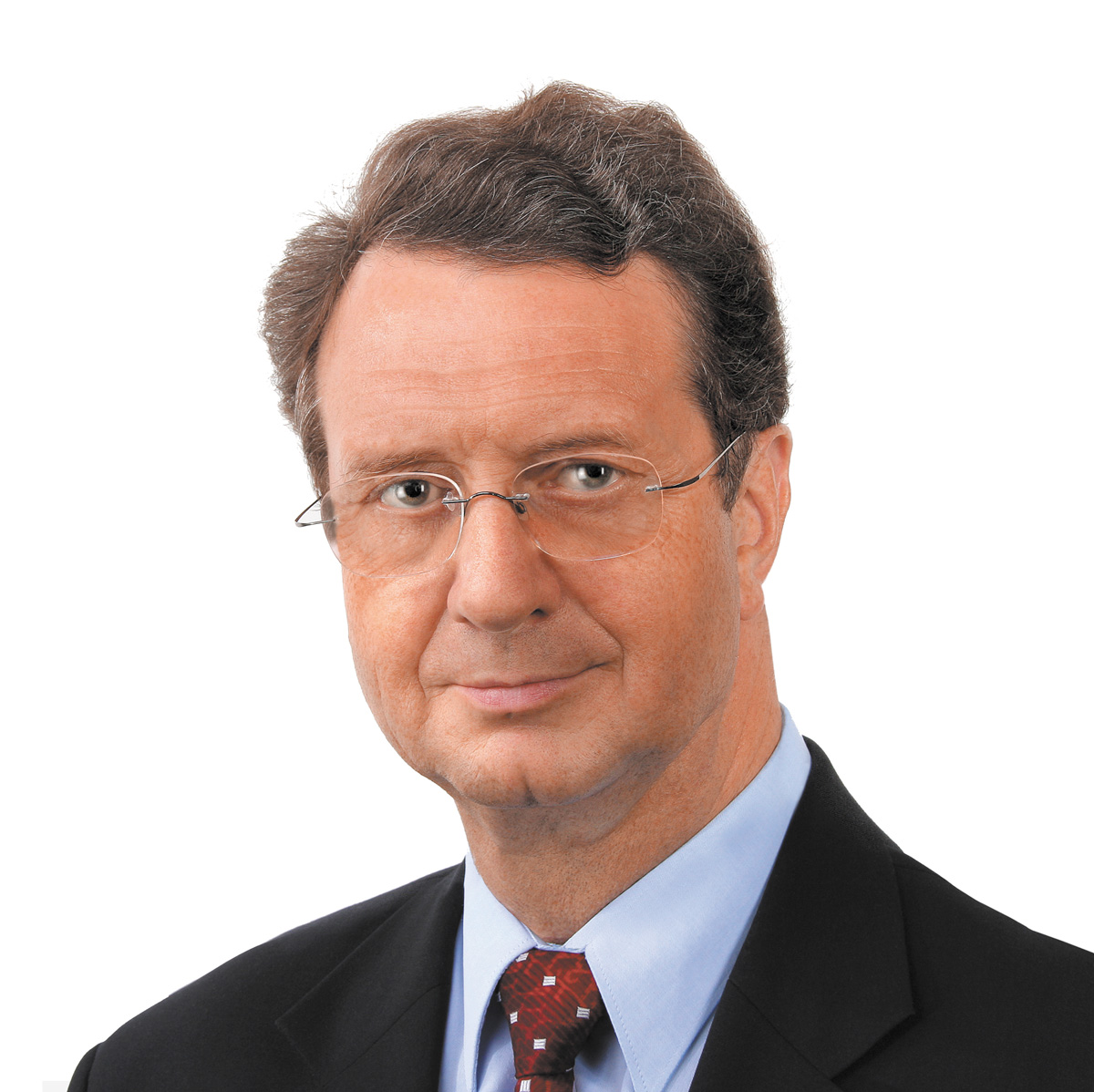
Przewodniczący UP w latach 1998–2004 i wicepremier w latach 2001–2004, Marek Pol

Ostatecznie w wyborach parlamentarnych w 2001 UP przypadło 16 mandatów poselskich i 7 senatorskich (które uzyskali Marek Balicki, Adam Gierek, Zdzisława Janowska, Marian Piotr Lewicki, Grzegorz Niski, Krystyna Sienkiewicz i Andrzej Spychalski). Do Sejmu wrócili po czteroletniej przerwie Izabela Jaruga-Nowacka, Aleksander Małachowski, Marek Pol i Andrzej Aumiller. Pojawiło się też parę nowych twarzy, jak Hanna Gucwińska, Janusz Lisak, Ewa Kralkowska czy Jan Orkisz. Aleksander Małachowski po raz trzeci pełnił funkcję marszałka seniora Sejmu.
Unia wraz z SLD stworzyła w parlamencie rząd Leszka Millera; Marek Pol był w nim jednym z wicepremierów i ministrem infrastruktury, a Izabela Jaruga-Nowacka pełnomocnikiem ds. równego statusu kobiet i mężczyzn. Ewa Kralkowska piastowała stanowisko wiceministra zdrowia, Włodzimierz Paszyński wiceministra edukacji i sportu, a Marek Balicki pełnił w 2003 tekę szefa resortu zdrowia.
Ze względu na odejścia posłów reprezentacja sejmowa UP w 2004 zaczęła balansować na granicy posiadania klubu, ostatecznie stając się kołem na początku 2005 roku i taki stan utrzymał się do końca kadencji. Po m.in. śmierci Aleksandra Małachowskiego oraz odejściu z partii dwóch posłów do SDPL, koło UP liczyło pod koniec kadencji 11 posłów. Senatorowie Unii zasiadali wspólnie z senatorami Sojuszu w klubie SLD-UP „Lewica Razem”. Po wyborze Adama Gierka do Europarlamentu, przejściu dwojga senatorów do SDPL, odejściu Krystyny Sienkiewicz i wykluczeniu Mariana Lewickiego, Unię Pracy reprezentowało pod koniec kadencji dwóch senatorów.
Po dymisji rządu Leszka Millera, Izabela Jaruga-Nowacka została wicepremierem bez teki w rządzie Marka Belki. Później powołano ją również na ministra ds. społecznych (zachowała tekę wicepremiera).
W czerwcu 2004 Unia Pracy wzięła udział w wyborach do Parlamentu Europejskiego, startując ponownie w koalicji z SLD. Na skutek korzystniejszych niż poprzednio proporcji między dwiema partiami, do Strasburga dostał się członek UP Adam Gierek.
19 kwietnia 2005 przewodnicząca Izabela Jaruga-Nowacka opuściła szeregi UP (na funkcji zastąpił ją senator Andrzej Spychalski). Stanęła na czele nowo powołanej Unii Lewicy, która wybrała współpracę wyborczą z SLD. Doszło także do poważnego rozłamu w młodzieżówce partyjnej UP – jej liderzy (m.in. przewodniczący Adrian Zandberg i jedna z wiceprzewodniczących, córka Izabeli Jarugi-Nowackiej Barbara Nowacka) oraz większość aktywnych okręgów, nie chcąc godzić się na firmowanie ich zdaniem zbyt liberalnej gospodarczo polityki SLD, opuścili Federację Młodych UP, tworząc niezależnych od UP Młodych Socjalistów (początkowo związanych z UL, z której jednak po zawarciu przez nią sojuszu z SLD odeszli).
Tuż przed wyborami do Samoobrony RP przeszedł Andrzej Aumiller, poseł UP w latach 1993–1997 i 2001–2005 (późniejszy minister budownictwa z ramienia Samoobrony RP w jej wspólnym rządzie z PiS i LPR).

### Poza parlamentem (2005–2009)

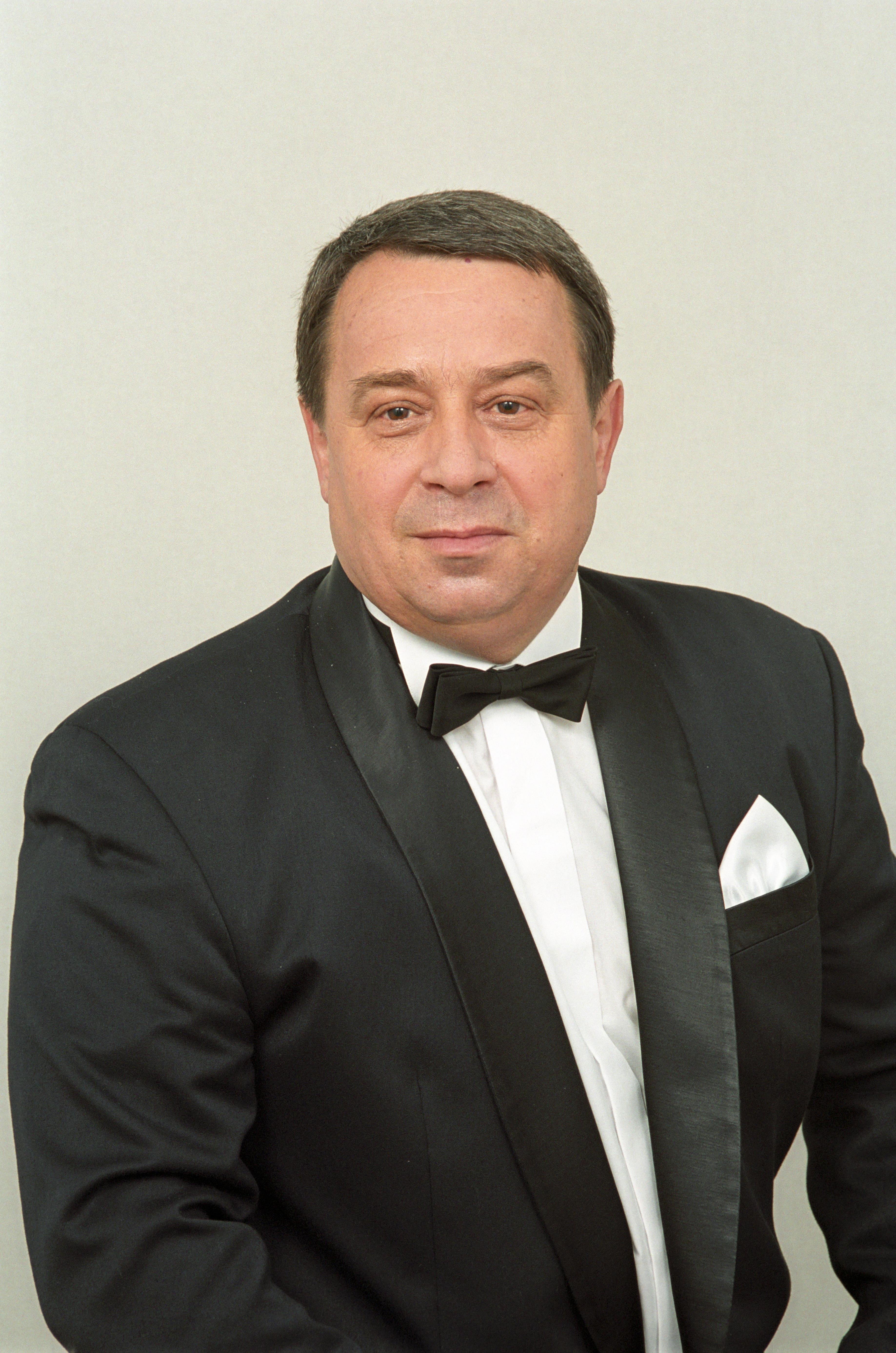
Przewodniczący Unii Pracy w latach 2005–2006, Andrzej Spychalski

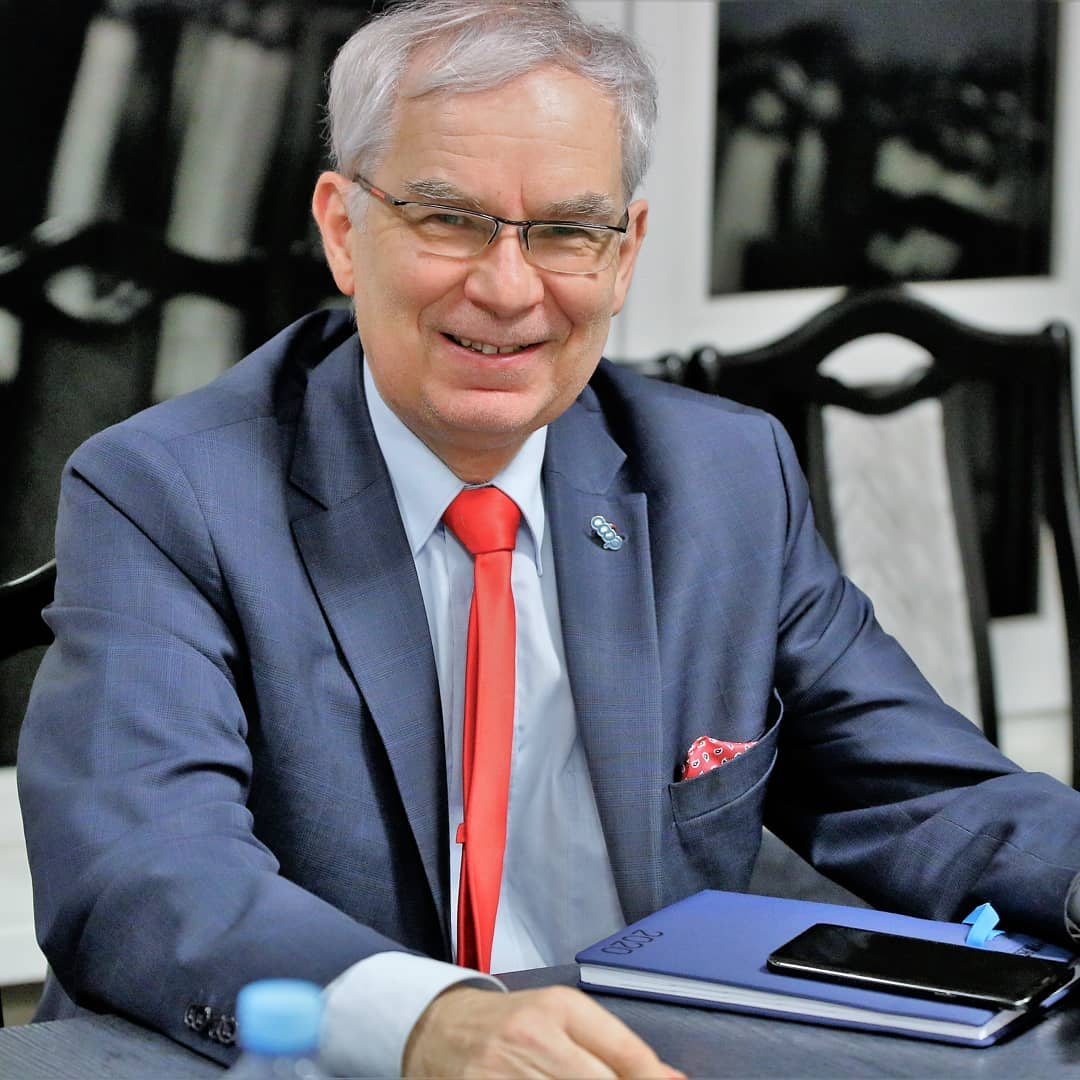
Przewodniczący Unii Pracy od 2006, Waldemar Witkowski

W wyborach w 2005 UP startowała z list Socjaldemokracji Polskiej, która nie osiągnęła progu wyborczego ani nie uzyskała mandatów senatorskich. W wyborach prezydenckich UP popierała przewodniczącego SDPL Marka Borowskiego. W lutym 2006 z UP odszedł przewodniczący Andrzej Spychalski, przechodząc do SLD. Na stanowisku zastąpił go będący w latach 2001–2005 wicewojewodą wielkopolskim Waldemar Witkowski.
3 września 2006 Unia Pracy wraz z Sojuszem Lewicy Demokratycznej, Partią Demokratyczną – demokraci.pl i SDPL oficjalnie weszła w skład koalicji samorządowej Porozumienie Lewicy i Demokratów „Wspólna Polska”. Działacze UP uzyskali m.in. pojedyncze mandaty radnych sejmików województw, radnym wojewódzkim został m.in. przewodniczący partii Waldemar Witkowski.
W ramach LiD UP wystartowała także w przyspieszonych wyborach parlamentarnych w 2007, nie uzyskując wówczas ani jednego mandatu. W 2008, po rozpadzie koalicji LiD, partia postanowiła kontynuować współpracę z SLD.
W wyborach do Parlamentu Europejskiego partia wchodziła w skład komitetu SLD-UP, po reaktywowaniu tej koalicji. Zajęła ona 3. miejsce, uzyskując 7 mandatów w Parlamencie Europejskim, z czego jeden przypadł UP, a otrzymał go ponownie Adam Gierek.

### Sejm VI kadencji
W 2009 do partii dołączyli posłowie Bożena Kotkowska i Grzegorz Pisalski. Deklarację wstąpienia złożył także Bartosz Arłukowicz, jednak ostatecznie nie został on członkiem partii. Wszyscy oni rozpoczęli kadencję jako działacze SDPL, z której odeszli w grudniu 2008. 7 maja 2010 jedna z liderek UP Elżbieta Zakrzewska objęła mandat posła VI kadencji w miejsce Jerzego Szmajdzińskiego, który zginął w katastrofie polskiego Tu-154 w Smoleńsku. Wszyscy posłowie Unii Pracy przystąpili do klubu poselskiego Lewica, przemianowanego we wrześniu 2010 na klub Sojuszu Lewicy Demokratycznej. W maju 2011 Grzegorz Pisalski przeszedł do klubu parlamentarnego Platformy Obywatelskiej, a przed końcem kadencji opuścił UP.
W wyborach prezydenckich w 2010 Unia Pracy popierała kandydatów SLD – początkowo Jerzego Szmajdzińskiego, a po jego śmierci Grzegorza Napieralskiego (który zajął 3. miejsce i nie wszedł do drugiej tury). W drugiej turze wyborów UP poparła Bronisława Komorowskiego z PO. W wyborach samorządowych w 2010 UP startowała z list SLD. Mandat radnego sejmiku wielkopolskiego uzyskał ponownie szef partii Waldemar Witkowski, który stanął na czele klubu SLD. Ogółem kandydaci UP zdobyli około 100 mandatów w samorządzie.

### Ponownie poza parlamentem (2011–2023)
W wyborach parlamentarnych w 2011 kilkoro reprezentantów UP, kandydujących do Sejmu, znalazło się na listach SLD, jednak żaden z nich nie uzyskał mandatu. Mandat w sejmiku łódzkim objęła jednak (w miejsce wybranego do Sejmu Dariusza Jońskiego) Ewa Kralkowska, która współtworzyła klub radnych SLD-UP.
W lutym 2013 Unia Pracy podjęła współpracę programową z Ruchem Palikota, SDPL, UL i Racją Polskiej Lewicy w związku z tworzącym się projektem Europa Plus. Ostatecznie jednak Unia nie przystąpiła do tej koalicji, podejmując na kongresie 15 czerwca uchwałę o chęci współpracy z SLD. W wyborach do Parlamentu Europejskiego w 2014 ponownie powołany został komitet SLD-UP, w ramach którego UP wystawiła czworo kandydatów – ubiegającego się o reelekcję Adama Gierka jako lidera listy w okręgu śląskim, a także Jana Orkisza, Jolantę Piwcewicz i Karolinę Witkowską. Na członków UP oddano łącznie 61 586 głosów (0,87% w skali kraju, przy czym cała koalicja SLD-UP uzyskała 9,44% głosów). Adam Gierek uzyskał jeden z pięciu mandatów, które koalicja otrzymała w PE.
W wyborach samorządowych w 2014 Unia Pracy była jedną z trzech partii (wraz z SLD i KPEiR), które tworzyły komitet SLD Lewica Razem (brało w nim udział także szereg innych ugrupowań). Waldemar Witkowski ponownie uzyskał mandat radnego w sejmiku wielkopolskim, którego został wiceprzewodniczącym. Na prezydenta Piły z ramienia komitetu Lewica Razem (przy poparciu SLD) startował bez powodzenia jeden z liderów UP Jan Lus. Inny z liderów partii Jan Orkisz zorganizował komitet Gospodarny Samorząd, który z sukcesami startował na terenie powiatu olkuskiego (sam Jan Orkisz uzyskał mandat radnego powiatu, a 20 stycznia 2015 został wybrany na funkcję wicestarosty powiatu). Ogółem kandydaci UP zdobyli w samorządzie 23 mandaty.
11 stycznia 2015 UP zerwała ogólnopolską współpracę z Sojuszem Lewicy Demokratycznej. W lutym jako kandydatka UP na urząd prezydenta RP w wyborach w tym samym roku została ogłoszona wicemarszałek Sejmu Wanda Nowicka (posłanka niezrzeszona, wybrana z listy Ruchu Palikota), która nie zebrała jednak wymaganej liczby podpisów do rejestracji kandydatury. UP nie poparła żadnego z zarejestrowanych kandydatów.
21 lipca 2015 UP współtworzyła wraz z SLD, Twoim Ruchem, Partią Zieloni i Polską Partią Socjalistyczną koalicyjny komitet wyborczy Zjednoczona Lewica, powołany na wybory parlamentarne w tym samym roku. Nie uzyskał on mandatów w parlamencie. Ze względu na przekroczenie przez Zjednoczoną Lewicę progu 6% poparcia, tworzące ją partie otrzymały subwencję na działalność statutową (w proporcjach ustalonych w umowie koalicyjnej) – Unia Pracy otrzymała 8%, czyli niespełna 0,5 mln zł. Po wyborach koalicja przestała funkcjonować.
W maju 2016 UP dołączyła do koalicji Wolność Równość Demokracja, powstałej pod patronatem Komitetu Obrony Demokracji. Ponadto wkrótce potem Unia podejmowała wspólne działania z partią Biało-Czerwoni, a w 2017 rozpoczęła współpracę z innymi ugrupowaniami lewicowymi w ramach Rady Dialogu i Porozumienia Lewicy.
Przed wyborami samorządowymi w 2018 UP ponownie współtworzyła koalicję SLD Lewica Razem. Z ramienia tego komitetu Jan Lus kandydował na prezydenta Piły. Z ramienia lokalnego komitetu (związanego z PSL) członek UP startował też na prezydenta Piotrkowa Trybunalskiego. W niektórych miejscach UP podjęła współpracę z Koalicją Obywatelską – jej kandydaci startowali z list KO do sejmiku dolnośląskiego, czy też we Wrocławiu, gdzie jej wiceprzewodniczący Andrzej Puzio został radnym miasta (zmarł w 2023). Członkowie UP uzyskali też inne mandaty radnych powiatowych i gminnych, natomiast po raz pierwszy nie zdobyli mandatu w sejmikach. Dwoje należących do partii byłych parlamentarzystów UP zostało wybranych na burmistrzów – w Kowarach i Odolanowie, trzeci (wiceprzewodniczący partii Jan Orkisz) został członkiem zarządu powiatu olkuskiego. Członek UP został ponadto wicestarostą powiatu głogowskiego.
Przed wyborami do Parlamentu Europejskiego ugrupowanie weszło wraz z Partią Razem i Ruchem Sprawiedliwości Społecznej w skład koalicji Lewica Razem, która uzyskała 1,24% głosów (na listach LR było 5 członków UP, w tym 2 na pierwszych miejscach). Przed wyborami parlamentarnymi w tym samym roku UP początkowo miała brać udział w projekcie Lewica, jednak wycofała się z niego i ostatecznie jako jedyny członek UP wystartował do Sejmu z wrocławskiej listy KO Jacek Makówka (otrzymując najmniej głosów na tej liście, 231). Po wyborach UP współpracowała z będącą częścią KO partią Inicjatywa Polska.
W wyborach prezydenckich w 2020 UP wystawiła kandydaturę przewodniczącego Waldemara Witkowskiego (przy wsparciu innych partii lewicy pozaparlamentarnej). Jego kandydatura nie została wówczas zarejestrowana, jednak po nieodbyciu się wyborów w pierwotnym terminie w związku z epidemią COVID-19, po przedstawieniu dodatkowej liczby podpisów zarejestrowano jego kandydaturę w powtórzonych wyborach, w których zajął przedostatnie, 10. miejsce, z wynikiem 0,14% głosów. 

### Wybory w 2023 i Senat XI kadencji
25 czerwca 2022 partia podpisała wraz z PPS (i powołanym przez jej działaczy Stowarzyszeniem Lewicy Demokratycznej, nawiązującym do dawnej partii SLD, która współtworzyła wcześniej Nową Lewicę), SDPL, WiR oraz m.in. stowarzyszeniem Ruch Ludzi Pracy i środowiskiem dawnej partii Inicjatywa Feministyczna porozumienie o współpracy przed najbliższymi wyborami parlamentarnymi, opowiadając się za „szerokim porozumieniem wyborczym opozycji demokratycznej”. 27 lutego 2023 jednak UP i PPS podpisały wraz z NL i Razem porozumienie dotyczące wspólnego startu w wyborach parlamentarnych w 2023 oraz w wyborach samorządowych i do Parlamentu Europejskiego w 2024 (przyłączyły się potem do niego także SDPL i WiR). W wyborach parlamentarnych z ramienia Nowej Lewicy (pod szyldem której wystartowała koalicja Lewica) szef UP Waldemar Witkowski wystartował do Senatu (w ramach tzw. paktu senackiego), a 6 kandydatów UP (m.in. wiceszefowie partii Jan Lus i Jan Orkisz oraz nienależący do partii były poseł Jacek Najder) znalazło się na listach do Sejmu. Waldemar Witkowski uzyskał w wyborach mandat senatorski, w związku z czym Unia Pracy po 12 latach nieobecności zyskała reprezentację w parlamencie.
W wyborach samorządowych i europejskich w 2024 UP współtworzyła KKW Lewica wraz z NL, Razem i PPS. W wyborach samorządowych jej kandydaci uzyskali mandaty z różnych komitetów na szczeblu lokalnym. Elżbieta Zakrzewska z własnego komitetu uzyskała reelekcję na burmistrza Kowar. W eurowyborach z wielkopolskiej listy Lewicy startował Kazimierz Flak, otrzymując 632 głosy. Przed wyborami prezydenckimi w 2025 rada krajowa UP początkowo rekomendowała start Waldemara Witkowskiego, który jednak ostatecznie poparł wraz z partią kandydaturę zasiadającej w klubie Lewicy wicemarszałek Senatu Magdaleny Biejat (która wcześniej odeszła z partii Razem, która opuściła Lewicę). W II turze wyborów UP poparła Rafała Trzaskowskiego z PO.

## Program
UP uważa swój program za socjaldemokratyczny (wielosektorowa gospodarka, rozbudowany system opieki społecznej, progresja podatkowa, sprzeciw wobec reprywatyzacji i ograniczenie prywatyzacji), postuluje równouprawnienie kobiet i mężczyzn, popiera dopuszczalność aborcji, domaga się rozdziału Kościoła od państwa.

### Zagadnienia ustrojowe
W kwestiach ustrojowych opowiada się za jednoizbowym parlamentem z możliwością kontroli i tworzenia prawa. Prezydent pełniłby funkcje reprezentacyjne, podejmując jedynie interwencję w sytuacjach kryzysowych. UP uznaje silny i niezależny prawnie i finansowo samorząd terytorialny.

### Program gospodarczy
W kwestiach gospodarczych UP opowiada się za modelem gospodarki gwarantującym zrównoważenie szans obywateli i rozwój gospodarki. Partia popiera tzw. trzecią drogę. Uważa, że trzeba wspierać wszystkie sektory gospodarki oraz ustalić górny pułap wynagrodzeń. Opowiada się również za progresją podatkową.

## Władze partii

### Zarząd Krajowy
Przewodniczący:
- Waldemar Witkowski

Wiceprzewodniczący:
- Piotr Goruk-Górski

Sekretarz generalny:
- Bartosz Serenda

Sekretarz ds. międzynarodowych:
- Michał Peno

Skarbnik:
- Joanna Paszczak

Pozostały członek:
- Jacek Makówka

### Przewodnicząca Rady Krajowej
- Elżbieta Zakrzewska

### Honorowy przewodniczący
- Marek Pol

## Przewodniczący
- 1993–1997: Ryszard Bugaj
- 1997–1998: Aleksander Małachowski
- 1998–2004: Marek Pol
- 2004–2005: Izabela Jaruga-Nowacka
- 2005–2006: Andrzej Spychalski
- od 2006: Waldemar Witkowski

## Honorowi przewodniczący
- Karol Modzelewski (do 1995)
- Aleksander Małachowski (do 2004)
- Ryszard Bugaj (2006)
- Marek Pol (od 2022)

## Parlamentarzyści z ramienia Unii Pracy

### Posłowie
| Posłowie na Sejm Rzeczypospolitej Polskiej I kadencji (1991–1993) | Posłowie na Sejm Rzeczypospolitej Polskiej I kadencji (1991–1993) | Posłowie na Sejm Rzeczypospolitej Polskiej I kadencji (1991–1993) | Posłowie na Sejm Rzeczypospolitej Polskiej I kadencji (1991–1993) |
| --- | --- | --- | --- |
| | | | |
| - Ryszard Bugaj - Zbigniew Bujak | - Piotr Czarnecki - Aleksander Małachowski | - Janusz Szymański | - Wiesława Ziółkowska |
| Posłowie na Sejm Rzeczypospolitej Polskiej II kadencji (1993–1997) | | | |
| | | | |
| - Andrzej Aumiller - Wojciech Borowik - Ryszard Bugaj - Zbigniew Bujak - Piotr Czarnecki - Ryszard Faszyński - Janusz Grott - Henryk Hajduk - Zygmunt Jakubczyk - Eugeniusz Januła - Izabela Jaruga-Nowacka | - Tadeusz Jedynak - Bogusław Kaczmarek - Sergiusz Karpiński - Michał Kowalczyk - Roman Kurzbauer - Wojciech Lamentowicz - Halina Licnerska - Aleksander Małachowski - Mirosław Małachowski - Grzegorz Marciniak - Piotr Marciniak | - Tadeusz Moszyński - Tomasz Nałęcz - Konrad Napierała - Ryszard Nowak - Maria Nowakowska - Sławomir Nowakowski - Piotr Pankanin - Kazimierz Pańtak - Marek Pol - Danuta Polak - Stanisław Rogowski | - Artur Siedlarek - Krystyna Sienkiewicz - Artur Smółko - Beata Świerczyńska - Zbigniew Szczypiński - Janusz Szymański - Krzysztof Wiecheć - Stanisław Wiśniewski - Jan Zaborowski - Wiesława Ziółkowska - Zbigniew Zysk |
| Posłowie na Sejm Rzeczypospolitej Polskiej IV kadencji (2001–2005) | | | |
| | | | |
| - Andrzej Aumiller - Barbara Błońska-Fajfrowska - Bronisław Dankowski - Józef Głowa - Hanna Gucwińska | - Marian Janicki - Izabela Jaruga-Nowacka - Ewa Kralkowska - Józef Kubica - Janusz Lisak | - Aleksander Małachowski - Jerzy Müller - Tomasz Nałęcz - Jan Orkisz - Alfred Owoc | - Ryszard Pojda - Marek Pol - Danuta Polak - Jan Sztwiertnia - Zofia Wilczyńska |
| Posłowie na Sejm Rzeczypospolitej Polskiej VI kadencji (2007–2011) | | | |
| | | | |
| - Bożena Kotkowska | - Grzegorz Pisalski | - Elżbieta Zakrzewska | |

### Senatorowie
| Senatorowie III kadencji Senatu Rzeczypospolitej Polskiej (1993–1997) | Senatorowie III kadencji Senatu Rzeczypospolitej Polskiej (1993–1997) | Senatorowie III kadencji Senatu Rzeczypospolitej Polskiej (1993–1997) | Senatorowie III kadencji Senatu Rzeczypospolitej Polskiej (1993–1997) |
| --------------------------------------------------------------------- | --------------------------------------------------------------------- | --------------------------------------------------------------------- | --------------------------------------------------------------------- |
|                                                                       |                                                                       |                                                                       |                                                                       |
| - Zdzisława Janowska                                                  | - Marek Minda                                                         | - Elżbieta Solska                                                     |                                                                       |
| Senatorowie V kadencji Senatu Rzeczypospolitej Polskiej (2001–2005)   |                                                                       |                                                                       |                                                                       |
|                                                                       |                                                                       |                                                                       |                                                                       |
| - Marek Balicki - Adam Gierek - Zdzisława Janowska                    | - Marian Piotr Lewicki - Grzegorz Niski                               | - Krystyna Sienkiewicz - Andrzej Spychalski                           |                                                                       |
| Senatorowie XI kadencji Senatu Rzeczypospolitej Polskiej              |                                                                       |                                                                       |                                                                       |
|                                                                       |                                                                       |                                                                       |                                                                       |
| - Waldemar Witkowski                                                  |                                                                       |                                                                       |                                                                       |

### Posłowie do Parlamentu Europejskiego
- Józef Kubica – eurodeputowany V kadencji (2004), w ramach puli dla klubu parlamentarnego UP przed pierwszymi w Polsce eurowyborami po akcesji do UE (mandat w ramach puli dla klubu uzyskał także Janusz Lisak, który jednak przed objęciem go opuścił UP i był eurodeputowanym niezależnym)
- Adam Gierek – eurodeputowany VI, VII i VIII kadencji (2004–2019); wybierany w 2004, 2009 i 2014 z listy KKW Sojusz Lewicy Demokratycznej – Unia Pracy.

## Poparcie

### Wybory parlamentarne
| Wybory | Sejm                                                        | Sejm                                                        | Sejm                                                        | Sejm    | Sejm    | Senat   | Senat   | Rząd     |
| Wybory | Głosy                                                       | Głosy                                                       | Głosy                                                       | Mandaty | Mandaty | Mandaty | Mandaty | Rząd     |
| Wybory | Liczba                                                      | %                                                           | +/−                                                         | Liczba  | +/−     | Liczba  | +/−     | Rząd     |
| ------ | ----------------------------------------------------------- | ----------------------------------------------------------- | ----------------------------------------------------------- | ------- | ------- | ------- | ------- | -------- |
| 1993   | 1 005 004                                                   | 7,28%                                                       | –                                                           | 41/460  | –       | 2/100   | –       | Opozycja |
| 1997   | 620 611                                                     | 4,74%                                                       | 2,54                                                        | 0/460   | 41      | 0/100   | 2       | Brak     |
| 2001   | W ramach koalicji Sojusz Lewicy Demokratycznej – Unia Pracy | W ramach koalicji Sojusz Lewicy Demokratycznej – Unia Pracy | W ramach koalicji Sojusz Lewicy Demokratycznej – Unia Pracy | 16/460  | 16      | 7/100   | 7       | Koalicja |
| 2005   | Start z list Socjaldemokracji Polskiej                      | Start z list Socjaldemokracji Polskiej                      | Start z list Socjaldemokracji Polskiej                      | 0/460   | 16      | 0/100   | 7       | Brak     |
| 2007   | W ramach koalicji Lewica i Demokraci                        | W ramach koalicji Lewica i Demokraci                        | W ramach koalicji Lewica i Demokraci                        | 0/460   | –       | 0/100   | –       | Brak     |
| 2011   | Start z list Sojuszu Lewicy Demokratycznej                  | Start z list Sojuszu Lewicy Demokratycznej                  | Start z list Sojuszu Lewicy Demokratycznej                  | 0/460   | –       | 0/100   | –       | Brak     |
| 2015   | W ramach koalicji Zjednoczona Lewica                        | W ramach koalicji Zjednoczona Lewica                        | W ramach koalicji Zjednoczona Lewica                        | 0/460   | –       | 0/100   | –       | Brak     |
| 2019   | Start z listy Koalicji Obywatelskiej                        | Start z listy Koalicji Obywatelskiej                        | Start z listy Koalicji Obywatelskiej                        | 0/460   | –       | 0/100   | –       | Brak     |
| 2023   | Start z list Nowej Lewicy                                   | Start z list Nowej Lewicy                                   | Start z list Nowej Lewicy                                   | 0/460   | –       | 1/100   | 1       | Koalicja |

### Wybory do Parlamentu Europejskiego
| Wybory | Głosy                                                          | Głosy                                                          | Głosy                                                          | Mandaty | Mandaty |
| Wybory | Liczba                                                         | %                                                              | +/−                                                            | Liczba  | +/−     |
| ------ | -------------------------------------------------------------- | -------------------------------------------------------------- | -------------------------------------------------------------- | ------- | ------- |
| 2004   | W ramach koalicji Sojusz Lewicy Demokratycznej – Unia Pracy    | W ramach koalicji Sojusz Lewicy Demokratycznej – Unia Pracy    | W ramach koalicji Sojusz Lewicy Demokratycznej – Unia Pracy    | 1/54    | –       |
| 2009   | W ramach koalicji Sojusz Lewicy Demokratycznej – Unia Pracy    | W ramach koalicji Sojusz Lewicy Demokratycznej – Unia Pracy    | W ramach koalicji Sojusz Lewicy Demokratycznej – Unia Pracy    | 1/50    |         |
| 2014   | W ramach koalicji Sojusz Lewicy Demokratycznej – Unia Pracy    | W ramach koalicji Sojusz Lewicy Demokratycznej – Unia Pracy    | W ramach koalicji Sojusz Lewicy Demokratycznej – Unia Pracy    | 1/51    |         |
| 2019   | W ramach koalicji Lewica Razem – Partia Razem, Unia Pracy, RSS | W ramach koalicji Lewica Razem – Partia Razem, Unia Pracy, RSS | W ramach koalicji Lewica Razem – Partia Razem, Unia Pracy, RSS | 0/51    | 1       |
| 2024   | W ramach koalicji Lewica                                       | W ramach koalicji Lewica                                       | W ramach koalicji Lewica                                       | 0/53    |         |

### Wybory prezydenckie
| Wybory | Kandydat | Zdjęcie | I tura | I tura |
| Wybory | Kandydat | Zdjęcie | Głosów | % |
| ------ | --- | --- | --- | --- |
| 1995   | Tadeusz Zieliński | | 631 432 | 3,53 (6.) |
| 2000   | Poparcie Aleksandra Kwaśniewskiego | Poparcie Aleksandra Kwaśniewskiego | Poparcie Aleksandra Kwaśniewskiego | Poparcie Aleksandra Kwaśniewskiego |
| 2005   | Poparcie Marka Borowskiego (SDPL) | Poparcie Marka Borowskiego (SDPL) | Poparcie Marka Borowskiego (SDPL) | Poparcie Marka Borowskiego (SDPL) |
| 2010   | Poparcie Grzegorza Napieralskiego (SLD)                                                                                                  | Poparcie Grzegorza Napieralskiego (SLD)                                                                                                  | Poparcie Grzegorza Napieralskiego (SLD)                                                                                                  | Poparcie Grzegorza Napieralskiego (SLD)                                                                                                  |
| 2015   | Brak poparcia zarejestrowanych kandydatów po nieudanej próbie wystawienia Wandy Nowickiej, która nie zebrała wymaganych 100 000 podpisów | Brak poparcia zarejestrowanych kandydatów po nieudanej próbie wystawienia Wandy Nowickiej, która nie zebrała wymaganych 100 000 podpisów | Brak poparcia zarejestrowanych kandydatów po nieudanej próbie wystawienia Wandy Nowickiej, która nie zebrała wymaganych 100 000 podpisów | Brak poparcia zarejestrowanych kandydatów po nieudanej próbie wystawienia Wandy Nowickiej, która nie zebrała wymaganych 100 000 podpisów |
| 2020   | Waldemar Witkowski | | 27 290 | 0,14 (10.) |
| 2025   | Poparcie Magdaleny Biejat | Poparcie Magdaleny Biejat | Poparcie Magdaleny Biejat | Poparcie Magdaleny Biejat |

## Liczba członków
| Rok  | Liczba członków |
| ---- | --------------- |
| 2004 | ok. 7000        |
| 2015 | ok. 2500        |

## Młodzieżówka
Afiliowana przy UP jako jej oficjalna organizacja młodzieżowa była powołana w 1994 Federacja Młodych Unii Pracy. Miała ona prawo do delegowania swoich przedstawicieli do władz partii na poziomie lokalnym i centralnym. Przez pewien czas znajdowała się na lewym skrzydle partii i była krytycznie nastawiona do planów zawarcia przez UP koalicji wyborczej z SLD, krytykowała też z lewicowych pozycji rząd SLD-UP. W 2005 nastąpił rozłam, w wyniku którego z FMUP odeszło krytyczne wobec SLD i SDPL lewe skrzydło organizacji (grupa na czele z przewodniczącym FMUP Adrianem Zandbergiem powołała Młodych Socjalistów, którzy w 2005 związani byli krótko z Unią Lewicy; rozwiązali się w 2015, po utworzeniu przez znaczną część ich działaczy Partii Razem). W 2021 zawiązano nową młodzieżówkę Młodzi Pracy.